# اصلاحات بونکیو
اصلاحات بونکیو (به ژاپنی: 文久の改革 ぶんきゅうのかいかく)، مجموعه‌ای از اصلاحات در پرسنل، ساختار اداری و سیستم‌های مختلف بود که توسط شوگون‌سالاری ادو در بونکیو ۲ (۱۸۶۲) اجرا شد. در پاسخ به وضعیت سیاسی آشفته از زمان گشوده شدن درهای کشور به روی جهان در سال ۱۸۵۴ (کای ۷)، این گذار به یک سیستم نیمه‌اضطراری بود، اما آغازگر این اصلاحات خود شوگون‌سالاری (باکوفو) نبود، بلکه توسط فرستادگان امپراتوری که توسط شیمازو هیسامیتسو، پدر ارباب ساتسوما، و اشراف دربار امپراتوری که از رهبری مشترک دربار و شوگون‌سالاری حمایت می‌کردند، تحت فشار قرار گرفت و شوگون‌سالاری مجبور به انجام اصلاحات شد.

## حذف حضور متناوب در ادو
توکوگاوا یوشینوبو و ماتسودایرا یوشیناگا (شونگاکو) مجموعه‌ای از اصلاحات را در شوگون‌سالاری آغاز کردند که بعدها به عنوان اصلاحات بونکیو شناخته شد. آنها به عنوان ستون اصلی اصلاحات، شرایط سیستم حضور و غیاب متناوب دایمیوها در ادو را به‌طور قابل توجهی تسهیل کردند. کم کردن بار سنگین هزینه حضور و غیاب متناوب، برای آمادگی دفاع ساحلی در صورت حمله از سوی کشورهای خارجی ضروری بود. این خواسته  شیمازو هیسامیتسو، پدر ارباب قلمرو ساتسوما نیز بود. اربابان فئودال راضی بودند، اما همسران، فرزندان و سامورایی‌هایشان یکی پس از دیگری ادو را ترک کردند. این طبیعی بود، زیرا شرایط برای این امر تسهیل شده بود، اما در نتیجه، جمعیت ادو به شدت کاهش یافت. تعداد بیکاران نیز افزایش یافت.